# Rino Palombo
Rino Palombo, pseudonimo di Gennaro Palombo (Napoli, ...), è un cantante italiano.

## Biografia
Nel 1948 dà inizio alla sua carriera artistica, debuttando alla radio con l'Orchestra napoletana di melodie e canzoni diretta da Giuseppe Anepeta e, nello stesso anno, partecipa alla Piedigrotta Gennarelli. Nel 1956 passa all'orchestra di Cinico Angelini, e l'anno successivo, nel 1957 all'orchestra diretta da Angelo Brigada.
Nel 1953 prende parte al festival di Castellammare di Stabia. Nel 1954 alla Piedigrotta Rendine presenta il brano Capurale portalettere. Nel 1956, lui e gli altri cantanti dell'orchestra diretta da Carlo Esposito, presentano alla radio le 54 canzoni del torneo eliminatorio del Festival di Napoli.
Negli anni '60 inizia una tournée negli Stati Uniti d'America, dove si trasferirà definitivamente.

## Discografia parziale

### Singoli
- 1948 – Viandante 'e notte/E nanasse (Odeon, P 980)
- 1948 – 'A celentana/Trezzanera (Odeon, P 983)
- 1949 – Nustalgie 'e zi Teresa/Mandulinate a sera (Vis Radio, Vi-4002)
- 1949 – 'O vascio/Vocca 'e rose (Vis Radio, Vi-4052)
- 1949 – Canzona appassiunata/Quanta rose! (Vis Radio, Vi-4139)
- 1949 – 'O mare 'e Margellina/Tarantelluccia (Vis Radio, Vi-4140)
- 1949 – Nuttata 'e sentimento/Suspiranno (Vis Radio, Vi-4141)
- 1949 – Mandulinata a Surriento/'A 'nnammurata mia (Vis Radio, Vi-4142)
- 1949 – Come pioveva/'A gelosia (Vis Radio, Vi-4143)
- 1949 – Passione/Napule e Surriento (Vis Radio, Vi-4144)
- 1950 – Settimo giorno/Stelle cadenti (Vis Radio, Vi-4235; lato A canta Claudio Villa)
- 1954 – L'ammore 'ncarrozzella/Tre 'nnammurate (Pathé, MG 228)
- 1954 – Tre 'nnammurate/Capurale portalettere (Pathé, MG 234)
- 1956 – Addio pe' sempe/'A pazzarella (Cetra, AC 3105; lato A canta Carla Boni)
- 1956 – Guaglione/Dincelle tu (Cetra, DC 6574)
- 1957 – Bene mio/Nnammurate dispettuse (Cetra, DC 6775; lato B con Wanda Romanelli)
- 1957 – Storta va... diritta vene/Nnammurate dispettuse (Cetra, DC 6776; lato B con Wanda Romanelli)
- 1957 – Adeli ndi ndi/La cafoncella (Cetra DC 6812)
- 1957 – Ninna nanna (a mamma mia)/Ma che guaglione (Cetra DC 6813; lato A con Trio Aurora)
- 1957 – Ciuffetto rosso/La fragoletta (Cetra DC 6829; lato A canta Wanda Romanelli, lato B con Wanda Romanelli)
- 1957 – 'A sonnambula/Serenata pe' ce spassa' (Cetra DC 6830)
- 1957 – Ciuffetto rosso/La fragoletta (Cetra SPA-14; lato A canta Wanda Romanelli, lato B con Wanda Romanelli)
- 1957 – 'A sunnambula/Serenata pe' ce spassà (Cetra DC 6830)
- 1957 – Pazzagliona/Canzuncella a doje voce (Cetra DC 6831; lato B con Wanda Romanelli)

### EP
- 1958 – VI Festival Della Canzone Napoletana (Tuppetuppe mariscià/Mandulino d''o Texas/Giulietta e Romeo/Masto Andrea) (Pathé, 45E AQ 33)